# Winter-Paralympics 1988/Skilanglauf
Bei den IV. Winter-Paralympics wurden zwischen dem 14. und 20. Januar 1988 in Innsbruck 35 Wettkämpfe im Skilanglauf ausgetragen.

## Medaillenspiegel
| Platz | Land               | Goldmedaille | Silbermedaille | Bronzemedaille | Gesamt |
| ----- | ------------------ | ------------ | -------------- | -------------- | ------ |
| 1     | Norwegen           | 14           | 11             | 4              | 29     |
| 2     | Finnland           | 8            | 7              | 7              | 22     |
| 3     | Kanada             | 4            | 0              | 1              | 5      |
| 4     | Schweiz            | 3            | 2              | 3              | 8      |
| 5     | BR Deutschland     | 2            | 6              | 4              | 12     |
| 6     | Frankreich         | 2            | 1              | 1              | 4      |
| 7     | Österreich         | 1            | 3              | 4              | 8      |
| 8     | Schweden           | 1            | 3              | 2              | 6      |
| 9     | Polen              | 1            | 1              | 3              | 5      |
| 10    | Italien            | 1            | 0              | 2              | 3      |
| 11    | Vereinigte Staaten | 1            | 0              | 1              | 2      |
| 12    | Spanien            | –            | 2              | –              | 2      |
| 13    | Sowjetunion        | –            | –              | 2              | 2      |

## Klassifizierungen
| Klasse | Einstufungen |
| ------ | --- |
| LW2    | Stehend, Eine Beinamputation oberhalb des Knies                                                                   |
| LW3    | Stehend, Beidseitige Beinamputation, leichte Zerebralparese oder ähnliche Einschränkungen                         |
| LW4    | Stehend, Eine Beinamputation unterhalb des Knies                                                                  |
| LW5/7  | Stehend, Beidseitige Armamputation                                                                                |
| LW6/8  | Stehend, Eine Armamputation                                                                                       |
| LW9    | Stehend, Eine Arm- und eine Beinamputation bzw. eine Beeinträchtigung in einem Arm und einem Bein                 |
| Gr I   | Sitzend, Querschnittlähmung mit keiner oder nur eingeschränkter Oberbauchfunktion und fehlendem Sitzgleichgewicht |
| Gr II  | Sitzend, Querschnittlähmung mit Sitzgleichgewicht                                                                 |
| B1     | Sehbehindert, kein Restsehvermögen                                                                                |
| B2     | Sehbehindert, zwischen 3 und 5 % Restsehvermögen                                                                  |

## Frauen

### LW3/4/9
| Disziplin | Gold            | Silber            | Bronze       |
| --------- | --------------- | ----------------- | ------------ |
| 5 km      | Francine Lemire | Anneliese Tenzler | Monika Wälti |
| 10 km     | Francine Lemire | Anneliese Tenzler | Monika Wälti |

### LW6/8
| Disziplin | Gold           | Silber | Bronze |
| --------- | -------------- | ------ | ------ |
| 5 km      | Tanja Tervonen | —      | —      |
| 10 km     | Tanja Tervonen | —      | —      |

### Gr I
| Disziplin | Gold         | Silber               | Bronze |
| --------- | ------------ | -------------------- | ------ |
| 2,5 km    | Kirsti Hoøen | Waltraud Hagenlocher | —      |
| 5 km      | Kirsti Hoøen | Waltraud Hagenlocher | —      |

### Gr II
| Disziplin | Gold               | Silber      | Bronze         |
| --------- | ------------------ | ----------- | -------------- |
| 2,5 km    | Ragnhild Myklebust | Sylva Olsen | Hildegard Fetz |
| 5 km      | Ragnhild Myklebust | Sylva Olsen | Hildegard Fetz |

### B1
| Disziplin | Gold              | Silber            | Bronze               |
| --------- | ----------------- | ----------------- | -------------------- |
| 5 km      | Veronika Preining | Kirsti Pennanen   | Valentina Grigorieva |
| 10 km     | Kirsti Pennanen   | Veronika Preining | Valentina Grigorieva |

### B2
| Disziplin | Gold          | Silber             | Bronze         |
| --------- | ------------- | ------------------ | -------------- |
| 5 km      | Sandra Lecour | Renata Hönisch     | Marian Susitz  |
| 10 km     | Sandra Lecour | Kyllikki Luhtapuro | Renata Hönisch |

### B3
| Disziplin | Gold            | Silber          | Bronze        |
| --------- | --------------- | --------------- | ------------- |
| 5 km      | Miia Ryynänen   | Sissel Sørensen | Tarja Hovinen |
| 10 km     | Sissel Sørensen | Tarja Hovinen   | Miia Ryynänen |

### B1-3
| Disziplin      | Gold                                                 | Silber                                                    | Bronze                                          |
| -------------- | ---------------------------------------------------- | --------------------------------------------------------- | ----------------------------------------------- |
| 4×5 km Staffel | FinnlandTarja Hovinen Kirsti Pennanen Miia Ryynaenen | ÖsterreichRenata Hoenisch Veronika Preining Marian Susitz | KanadaSandra Lecour Tricia Lovegrove Kim Umback |

## Männer

### LW2
| Disziplin | Gold             | Silber            | Bronze            |
| --------- | ---------------- | ----------------- | ----------------- |
| 5 km      | Christoph Andres | Pertti Sankilampi | Samuli Kämi       |
| 10 km     | Christoph Andres | Viggo Norseth     | Pertti Sankilampi |

### LW3/9
| Disziplin | Gold        | Silber                   | Bronze        |
| --------- | ----------- | ------------------------ | ------------- |
| 5 km      | Terje Gruer | Miguel Angel Perez Tello | Jan Kolodziej |
| 10 km     | Terje Gruer | Miguel Angel Perez Tello | Jan Kolodziej |

### LW4
| Disziplin | Gold               | Silber          | Bronze              |
| --------- | ------------------ | --------------- | ------------------- |
| 5 km      | Kalervo Pieksämäki | Svein Lilleberg | Svein Tore Fauskrud |
| 15 km     | Kalervo Pieksämäki | Svein Lilleberg | Svein Tore Fauskrud |

### LW5/7
| Disziplin | Gold           | Silber         | Bronze        |
| --------- | -------------- | -------------- | ------------- |
| 5 km      | Pierre Delaval | Marcin Kos     | Pauli Mölsä   |
| 15 km     | Marcin Kos     | Pierre Delaval | Jerzy Szlezak |

### LW6/8
| Disziplin | Gold             | Silber     | Bronze           |
| --------- | ---------------- | ---------- | ---------------- |
| 10 km     | Kimmo Kettunen   | Jouko Grip | Jean-Yves Arvier |
| 20 km     | Jean-Yves Arvier | Jouko Grip | Kimmo Kettunen   |

### Gr I
| Disziplin | Gold           | Silber       | Bronze          |
| --------- | -------------- | ------------ | --------------- |
| 5 km      | Heinz Frei     | Adolf Stuber | Günther Lercher |
| 10 km     | Terje Johansen | Adolf Stuber | Heinz Frei      |

### Gr II
| Disziplin | Gold           | Silber           | Bronze           |
| --------- | -------------- | ---------------- | ---------------- |
| 5 km      | Knut Lundstrøm | Erik Sandbraaten | Michael Weymann  |
| 10 km     | Knut Lundstrøm | Walter Widmer    | Erik Sandbraaten |

### B1
| Disziplin | Gold              | Silber            | Bronze         |
| --------- | ----------------- | ----------------- | -------------- |
| 15 km     | Hans Anton Aalien | Asmund Tveit      | Ake Pettersson |
| 30 km     | Ake Pettersson    | Hans Anton Aalien | Asmund Tveit   |

### B2
| Disziplin | Gold        | Silber      | Bronze          |
| --------- | ----------- | ----------- | --------------- |
| 15 km     | Frank Höfle | Terje Løvås | Bertil Tegelund |
| 30 km     | Frank Höfle | Terje Løvås | Ismo Alanko     |

### B3
| Disziplin | Gold            | Silber        | Bronze          |
| --------- | --------------- | ------------- | --------------- |
| 15 km     | Robert Walsh    | Max Stålnacke | Paolo Lorenzini |
| 30 km     | Paolo Lorenzini | Max Stålnacke | Joe Walsh       |

### Gr I-II
| Disziplin          | Gold                                                   | Silber                                          | Bronze                                                     |
| ------------------ | ------------------------------------------------------ | ----------------------------------------------- | ---------------------------------------------------------- |
| 3 × 2,5 km Staffel | NorwegenTerje Johansen Knut Lundstrøm Erik Sandbraaten | SchweizWalter Bärtschi Heinz Frei Walter Widmer | BR DeutschlandGünther Lercher Adolf Stuber Michael Weymann |

### LW2-9
| Disziplin        | Gold                                                                  | Silber                                                                 | Bronze                                                                |
| ---------------- | --------------------------------------------------------------------- | ---------------------------------------------------------------------- | --------------------------------------------------------------------- |
| 4 × 5 km Staffel | NorwegenSvein Tore Fauskrud Terje Gruer Svein Lilleberg Viggo Norseth | FinnlandJouko Grip Kimmo Kettunen Kalervo Pieksämäki Pertti Sankilampi | BR DeutschlandRoland Gäss Martin Haag Wolfgang Mahler Reinhold Schwer |

### B1-3
| Disziplin         | Gold                                                              | Silber                                                            | Bronze                                                              |
| ----------------- | ----------------------------------------------------------------- | ----------------------------------------------------------------- | ------------------------------------------------------------------- |
| 4 × 10 km Staffel | NorwegenHans Anton Aalien Arild Hovslien Terje Løvås Asmund Tveit | SchwedenEskil Höglund Ake Petterson Max Stålnacke Bertil Tegelund | ItalienPaolo Lorenzini Riccardo Tomasini Hubert Tscholl Erich Walch |